# Mareko
Cet article possède un paronyme, voir Marécaux.
Mareko est un woreda spécial de la région Éthiopie du Centre. Peuplé de 64 512 habitants en 2007, il reprend la partie orientale de l'ancien woreda Meskanena Mareko, son chef-lieu est Koshe. Son statut récent de woreda spécial le rattache directement à la région.

## Origine et statut
L'ancien woreda Meskanena Mareko se subdivise en 2007 entre les woredas Meskan et Mareko, tous deux dans la zone Gurage de la région des nations, nationalités et peuples du Sud,.
Mareko acquiert le statut de woreda spécial de la région Éthiopie du Centre probablement dès la scission de la région des nations, nationalités et peuples du Sud en août 2023.

## Situation
Limitrophe de la zone Est Shewa de la région Oromia, Mareko est entouré dans la région Éthiopie du Centre par la zone Silt'e et la zone Est Gurage.
Son chef-lieu, Koshe, n'est qu'à 24 km de Batu dans la vallée du Grand Rift.
|        | Meskan | Dugda                         |
|        | Mareko | Adami Tullu et Jido Kombolcha |
| Silt'e |        |                               |

## Population
Le recensement national de 2007 fait état d'une population de 64 512 habitants dans le woreda dont 11 % de citadins qui sont les 6 880 habitants de Koshe.
Plus de 84 % des habitants du woreda sont musulmans, 8 % sont orthodoxes, 7 % sont protestants et moins de 1 % sont catholiques.
En 2022, la population du woreda est estimée à 93 424 personnes avec une densité de population de 371 personnes par km2 et 252 km2 de superficie,.